# Let Me Dream Again
Let Me Dream Again je britský němý film z roku 1900. Režisérem je George Albert Smith (1864–1959). Film trvá zhruba jednu minutu a premiéru měl v srpnu 1900.
Jedná se o jeden z prvních filmů, ve kterém se k přechodu ze spánku do reality využilo rozmazání a rozostření obrazu kamerou. Ferdinand Zecca vytvořil o rok později remake s názvem Rêve et Réalité.

## Děj
Muž a žena spolu vedle sebe sedí a popíjí alkohol. Oba se k sobě přitulí, aby mohli společně snít. Muž se následně probudí a zjistí, že to byl jen sen. Ve skutečnosti ve spánku objal svou manželku, která v klidu vedle něho ležela v posteli, než ji tím probudil. Oba se začnou hádat, otočí se k sobě zády a nakonec se zase pokusí usnout.